# Искандари, Рустам
Руста́м Исканда́ри (р. 18 августа 1991 года) — чемпион Таджикистана по греко-римской борьбе.  Шестикратный чемпион Таджикистана по вольной борьбе в весе 97 кг, участник XXX летних олимпийских игр 2012 года в Лондоне.

## Биография
Рустам Искандари родился 18 августа 1991 года в городе Куляб Хатлонской области (Таджикистан).
Борьбой начал заниматься в Кулябе и участвовал в чемпионатах республики среди молодежи и взрослых. Осенью 2010 года по приглашению бывшего тренера по вольной борьбе Виктора Едзаева переехал во Владикавказ, где в течение трех месяцев занимался в центре борьбы Владикавказа у известного тренера Дедегкаева Казбека вместе с Хаджимурадом Гацаловым и Артуром Таймазовым. Принимал участие в международном турнире Сослана Андиева, но не занял призовое место.
В феврале 2011 года Рустам Искандари участвовал в чемпионате республики по греко-римской борьбе среди взрослых в весовой категории 96 кг. В финале он побеждает восьмикратного чемпиона республики душанбинца Хабибулло Абдуллоева и завоевывает свою первую золотую медаль чемпиона. В марте 2011 года Рустам Искандари участвует в чемпионат республики по вольной борьбе среди взрослых и становится обладателем золотой медали чемпиона и звания мастера спорта.
В начале 2012 года в Астане Рустам Искандари завоевал в азиатском квалификационном турнире лицензию на участие в летних олимпийских играх 2012 года, став серебряным призёром.
На XXX летних олимпийских играх в Лондоне Рустам Искандари проиграл поединок в 1/8 финала Валерию Андрейцеву с Украины, а затем в утешительном финале Хетагу Газюмову из Азербайджана.